# Виленский, Дмитрий Гермогенович
Дмитрий Гермогенович Виленский (19 июня [1 июля] 1892 — 13 февраля 1960) — советский почвовед, геоботаник и ботаник-флорист, заведующий кафедрой географии почв Московского государственного университета.

## Биография
Родился в Шепетовке Волынской губернии 19 июня (1 июля) 1892 года. Учился в Киевском политехническом институте, окончил его в 1917 году. С 1916 года — на Саратовской сельскохозяйственной опытной станции. В 1921 году назначен доцентом кафедры ботаники и общего земледелия и ассистентом С. Г. Навашина и С. А. Захарова на сельскохозяйственном факультете Тифлисского политехнического института.
В 1924 году переехал в Харьков, где преподавал в звании профессора, также являлся заведующим кафедрой сельскохозяйственной ботаники в Харьковском сельскохозяйственном институте. С 1930 по 1933 год — заведующий кафедрой почвоведения Киевского гидромелиоративного института.
С 1933 года Д. Г. Виленский — профессор Московского университета. В 1939 году основал кафедру географии почв геолого-почвенного факультета МГУ, также до 1950 года был его деканом.
Член-корреспондент Чехословацкой академии наук (1947).
Один из инициаторов работ по проведению почвенно-географического районирования СССР. Редактор журнала «Почвоведение» в 1930—1949 годах. Автор учебника по ботанике на украинском языке. Как флорист занимался исследованием родов Stipa, Hordeum, Stachys.
Похоронен на Введенском кладбище (9 уч.).

## Некоторые научные работы
- Виленский Д. Г. Опыт применения географического метода к решению вопроса о происхождении солонцов. — Известия Саратовской областной сельскохозяйственной опытной станции. — 1921. — Т. III, № 1. — 19 с.
- Виленский Д. Г. Засолённые почвы, их происхождение состав и способы улучшения. — «Новая Деревня», 1924. — 159 с.
- Виленский Д. Г. Русская почвенно-картографическая школа и её влияние на развитие мировой картографии почв. — М.—Л. : АН СССР, 1945. — 141 с.